# Embajada de Ucrania en España

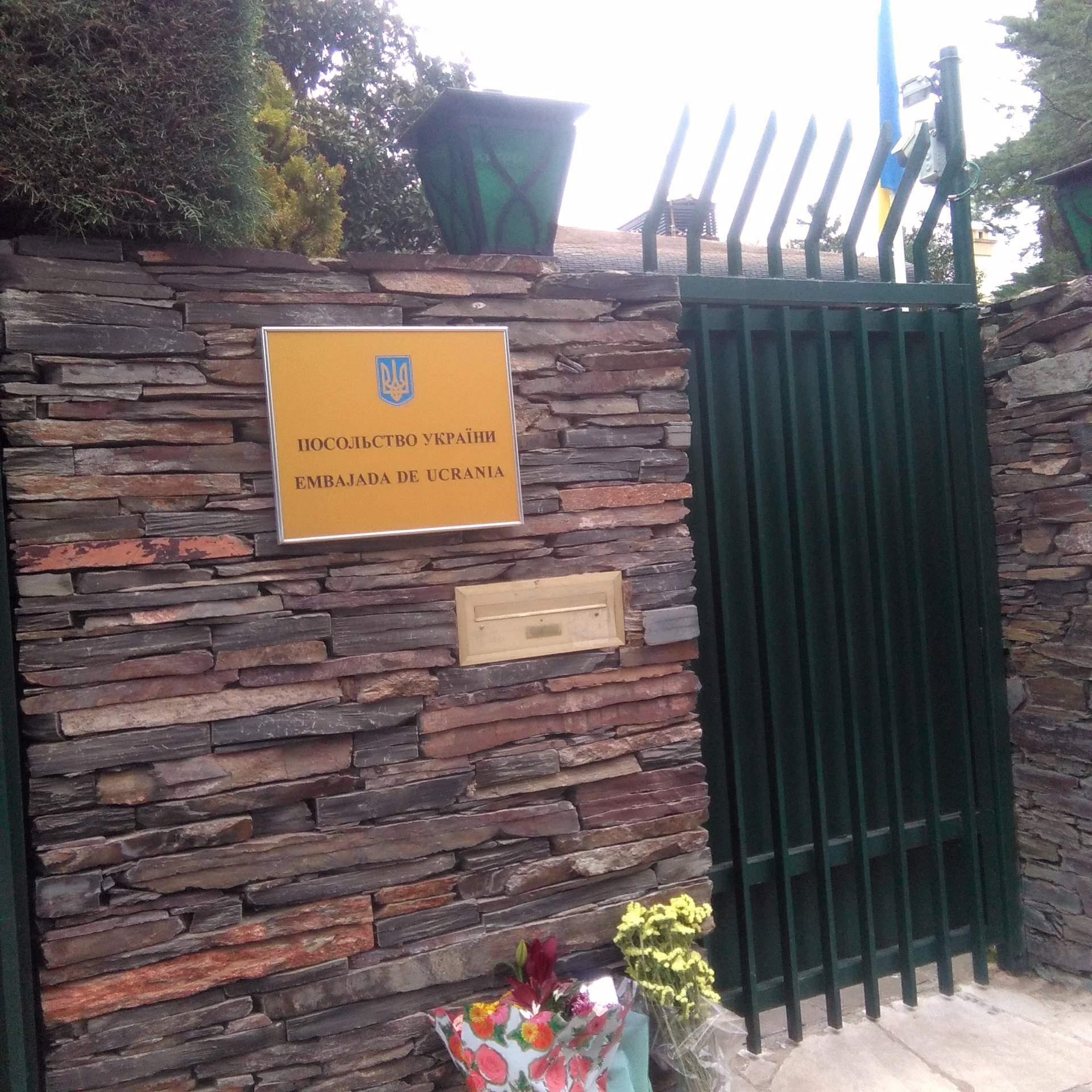
Embajada de Ucrania en Madrid

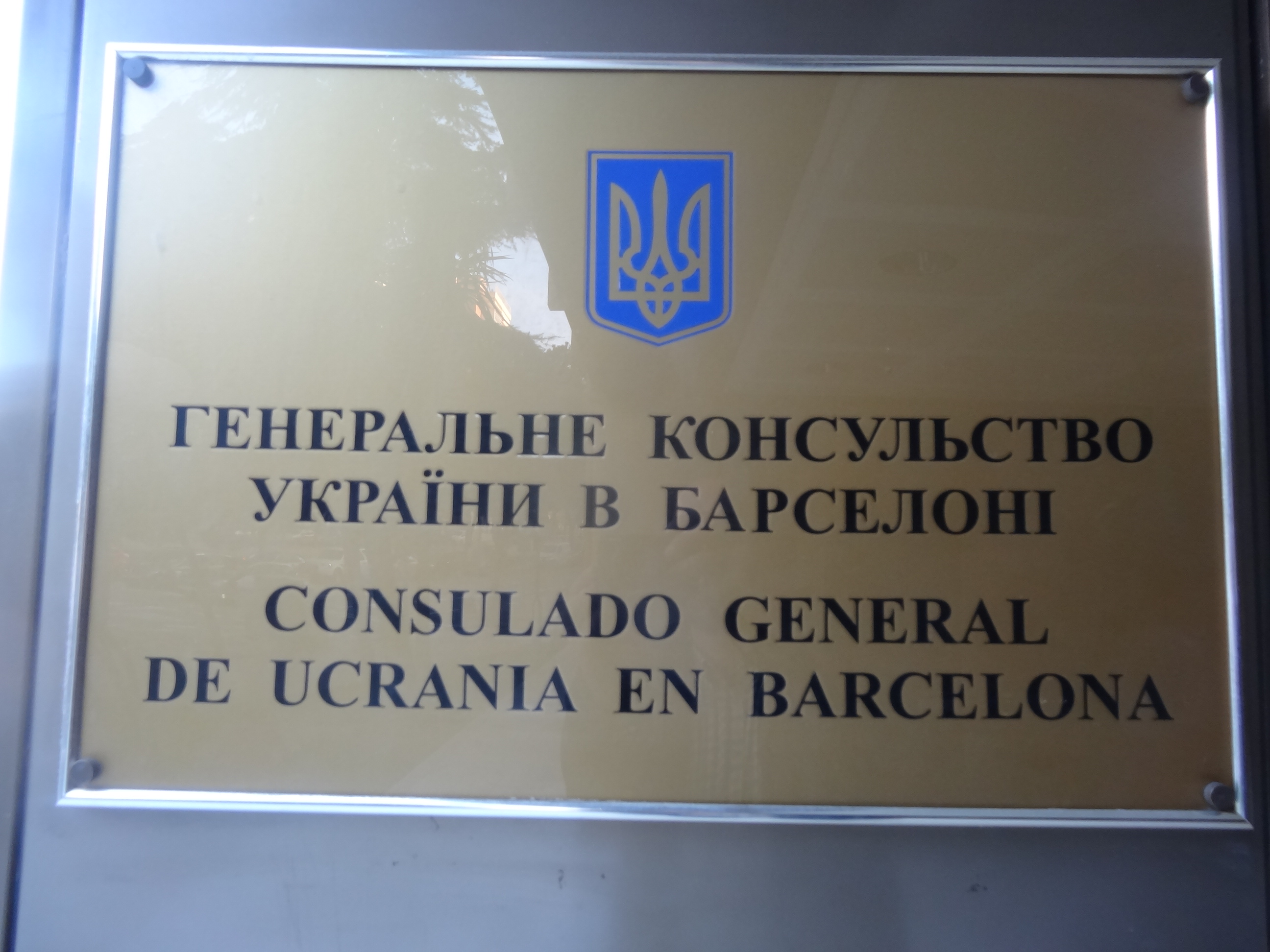
Consulado-General de Ucrania en Barcelona

La Embajada de Ucrania en Madrid es la misión diplomática de Ucrania en España. El edificio de la embajada se encuentra en la Ronda de la Abubilla núm. 52 de Madrid. El embajador de Ucrania en España ha sido Serhii Pohoreltsev desde el 2020.

## Historia
Con el colapso del Imperio zarista en 1918, surgió por primera vez un estado-nación ucraniana. El Reino de España reconoció el estado ucraniano. Mykola Schrah fue nombrada primera representante diplomática de Ucrania en España en 1918. Durante la Guerra Civil Rusa, el Ejército Rojo conquistó la mayor parte de Ucrania y se incorporó a la Unión Soviética como República Socialista Soviética de Ucrania.
Tras el colapso de la Unión Soviética, Ucrania se declaró independiente en diciembre de 1991. España reconoció Ucrania el 31 de diciembre de 1991. Las relaciones diplomáticas se establecieron el 30 de enero de 1992 y la embajada en Madrid se abrió en junio de 1995. El primer embajador fue Yuri Kostenko. Serhiy Pohorelzew es el embajador de Ucrania en España desde 2020, después de su primera acreditación el 2012-2016.
Las relaciones diplomáticas con Andorra comenzaron en 2008. Ucrania se convirtió en el séptimo país que estableció un consulado honorario en Andorra. Los embajadores de Madrid están acreditados como embajadores no residentes.

## Oficinas consulares de Ucrania en España
España se divide en tres distritos consulares:
- Sección consular de la embajada de Ucrania en Madrid
- Consulado General en Barcelona
- Consulado en Málaga

## Edificio de la embajada en Madrid
La embajada se encuentra en una villa de la ronda de la Abubilla 52, en el noroeste de la capital española.

## Embajador de Ucrania en España
1. Mykola Ilich Shrah (jefe de misión, 1918–?)
2. Oleksandr Hniédyj (1995–1997)
3. Oleksandr Taranenko (1997-2004)
4. Oleh Vlasenko (2004-2006)
5. Anatoli Shcherba (2006–2012)
6. Volodýmyr Krasilchuk (2012)
7. Serhiy Pohoréltsev (2012-2016)
8. Anatoli Shcherba (2016-2020)[2][3]
9. Serhiy Pohoréltsev (2020–)[4]